# Dem Adler gleich
Dem Adler gleich (Originaltitel: The Wings of Eagles) ist eine Filmbiografie des US-amerikanischen Regisseurs John Ford aus dem Jahr 1956 über seinen Freund, den US-Navy-Piloten und Drehbuchautor Frank Wead.

## Handlung
Frank Wead dient im Ersten Weltkrieg in der US Navy und wird danach als Marinepilot ausgebildet. Später wird er durch einen Treppensturz gelähmt, doch er kämpft sich zurück ins Leben und avanciert als Patriot zum Nationalhelden. Seine Kampagne für die Neustrukturierung der Streitkräfte findet großen Widerhall und er beginnt er auf Ermutigung seiner Kollegen mit dem Schreiben, was er zu Werbezwecken für seinen früheren Arbeitgeber, die US Navy, nutzt. Später wird er Drehbuchautor in Hollywood und ein Freund des Regisseurs John Ford. Im Zweiten Weltkrieg kehrt er in den aktiven Dienst zurück.

## Hintergrund
Der Film enthält Elemente des damals streng geheimen Militant-Liberty-Programms, welches von dem Evangelikalen John C. Broger für das US Department of Defense entwickelt wurde.
Henry O’Neill spielte seine letzte von fast 180 Filmrollen in diesem Film, er starb vier Jahre später.

## Kritiken
„Teils derbe, teils sentimentale Tragikomödie, die gelegentlich ein zwiespältiges Verhältnis zur Hauptfigur offenbart“, befand das Lexikon des internationalen Films